# Јули (Флорида)
Јули (енгл. Yulee) насељено је место без административног статуса у америчкој савезној држави Флорида.

## Демографија
По попису из 2010. године број становника је 11.491, што је 3.099 (36,9%) становника више него 2000. године.
| Група             | 2000.         | 2010.          |
| Белци             | 7.528 (89,7%) | 10.201 (88,8%) |
| Афроамериканци    | 555 (6,6%)    | 648 (5,6%)     |
| Азијати           | 40 (0,5%)     | 98 (0,9%)      |
| Хиспаноамериканци | 128 (1,5%)    | 359 (3,1%)     |
| Укупно            | 8.392         | 11.491         |